# Société Générale de Surveillance
SGS S.A. (Société Générale de Surveillance), es una compañía multinacional suiza que junto con sus filiales y empresas conjuntas, proporciona servicios de inspección, verificación, ensayos y certificación. Cuenta con más de 97 000 empleados y con una red de más de 2600 oficinas y laboratorios por todo el mundo. 
El núcleo de sus servicios incluye inspecciones para comprobar el estado y peso de los productos comercializados, verificar la cantidad y calidad, y asegurar el cumplimiento de los requisitos reglamentarios en diversas regiones y mercados. También ofrecen servicios de ensayo para minimizar riesgos, reducir el tiempo de acceso al mercado y evaluar la calidad, seguridad y rendimiento de los productos según los estándares de salud, seguridad y regulación aplicables. Además, proporcionan servicios de certificación para asegurar que los productos, procesos, sistemas o servicios cumplen con estándares y reglamentos nacionales o internacionales, o con los estándares definidos por el cliente. Por último, brindan servicios de verificación para garantizar que los productos y servicios cumplan con los estándares globales y las regulaciones locales.

## Historia
En 1878 comerciantes internacionales de Londres, con otros de Francia, Alemania y los Países Bajos, el Báltico, Hungría, el Mediterráneo y los Estados Unidos, fundaron la London Corn Trade Association con el fin de normalizar los documentos de embarque para las naciones exportadoras y aclarar los procedimientos y disputas relacionados con la calidad del grano importado. 
Ese mismo año, Henri Goldstück, un joven inmigrante letón, comenzó a inspeccionar los envíos de grano en el puerto francés de Ruan. Los importadores pagaban por la cantidad de cereal recibida, no por la que se enviaba. Durante el transporte, y especialmente en la carga y la descarga, se producían pérdidas en el volumen del cereal debido a fugas y robos. Inspeccionando y verificando con el importador la cantidad y la calidad del cereal en el punto de llegada, recibiría una comisión del exportador basada en el valor del envío.
Goldstück pidió dinero prestado a un amigo austriaco y comenzó a inspeccionar los envíos de grano a su llegada a Ruan. Estos dos jóvenes emprendedores se asociaron y formaron una empresa el 12 de diciembre de 1878. En un año, la empresa había abierto oficinas en los tres principales puertos de Francia: El Havre, Dunkerque y Marsella.
En 1913, era una de las compañías líderes en el sector de la inspección de cereales, inspeccionando 21 millones de toneladas de grano por año, gracias a su red de 45 oficinas repartidas por toda Europa.[cita requerida] En 1915, durante la Primera Guerra Mundial, la sede de la empresa se trasladó de París (Francia) a Ginebra (Suiza) para continuar sus operaciones desde un país neutral, y el 19 de julio de 1919 la compañía adoptó su nombre actual, Société Générale de Surveillance. En 1928, la empresa había crecido a nivel internacional, estableciendo oficinas y filiales en 21 países en el mundo.
Durante la segunda mitad del siglo XX, SGS comienza a expandirse y a diversificar sus actividades ofreciendo servicios de inspección, ensayos y verificación para una gran variedad de sectores como el industrial, el mineral y el del gas, petróleo y productos químicos, entre otros. En 1981 la compañía empieza a cotizar en la bolsa de valores de Suiza y en 2001 se establece la estructura actual de SGS. 
En la actualidad, SGS opera en una amplia gama de sectores en la industria, emplea a más de 97 000 personas en 2600 oficinas y laboratorios, y desarrolla actividades en prácticamente todos los países del mundo.[cita requerida]

## Servicios
SGS está presente en todos los grandes sectores industriales a través de sus líneas de negocio: agricultura y alimentos, construcción, productos químicos, bienes de consumo y venta minorista, energía, fabricación industrial, ciencias biológicas, minerales, petróleo y gas, sector público y transporte.

## Sostenibilidad
Logros en sostenibilidad de SGS en 2018:
- Fue nombrado Líder en su Industria por el Dow Jones Sustainability Index por quinto año consecutivo.
- Recibió la calificación de oro de EcoVadis por cuarto año consecutivo.
- Fue incluida en el índice FTSE4Good por segundo año consecutivo.
- Recibió el premio Robecosam Gold Class Award por su desempeño en sostenibilidad.
- Fue nombrado Líder del Compromiso con el Proveedor del Carbon Disclosure Project.

## Dirección
El CFO de la compañía es Géraldine Picaud, y el director general en España es Alejandro González.[cita requerida]